# Янез Янша
Янез Янша (на словенски: Janez Janša) е словенски политик.
Той е министър-председател на Словения през 2004 – 2008, 2012 – 2013 и 2020 – 2022 г. и министър на отбраната в периодите 16 май 1990 – 29 март 1994 (включително по време на Десетдневната война) и 7 юни – 30 ноември 2000 година.

## Биография
Янша е роден на 17 септември 1958 г. в Гросупле. През 1982 г. завършва военни науки в Люблянския университет, след което работи във военното министерство.

### Основна политическа кариера
През 1988 г. се кандидатира за председател на словенския комсомол, но е арестуван и осъден на 18 месеца затвор за огласяване на военна тайна, като излежава 6 месеца.
През 1989 г. Янша е сред основателите на опозиционната партия Словенски демократичен съюз. През 1990 – 1994 г. е министър на отбраната, включително по време на Десетдневната война. През 1992 г. преминава към Социалдемократическата партия на Словения, от 1993 г. до днес е неин председател. Партията еволюира надясно, като през 2000 г. става член на Европейската народна партия, а през 2003 г. приема името Словенската демократическа партия.
След 1994 г. Янез Янша е лидер на най-голямата опозиционна партия. Между 2004 и 2008 г. той оглавява дясноцентристко коалиционно правителство на Словенската демократическа партия с по-малките организации Демократическа партия на пенсионерите в Словения, Нова Словения и Словенска народна партия.
На предсрочните избори през 2011 г. Словенската демократическа партия остава на второ място, но на 10 февруари 2012 г. Янша успява да състави коалиционно правителство, в което освен четирите партии от първия му кабинет участва и Гражданската листа на Грегор Вирант. След една година, на 27 февруари 2013 г. неговото правитество е свалено с вот на недоверие от същия парламент.

### Съдебен процес и затвор
Янез Янша е признат на 5 юни 2013 г. за виновен на първа инстанция от Люблянския съд по обвинения в корупция и е осъден на две години лишаване от свобода. В допълнение Янша е бил и глобен 37 хил. евро.
Обвиненията срещу Янша са за сделка за покупка на въоръжение, сключена по време на първия му мандат като премиер 2004 – 2008 г. Съдията по делото Барбара Клайнсек е поставила край на продължилия 21 месеца процес, потвърждавайки вината на Янез Янша „по обвиненията в получаване на подкуп или обещания за подкуп, при сключването на сделката за закупуването на бронирани автомобили от финландската компания „Патриа“. Подписаната през 2006 г. сделка е на стойност 278 млн. евро. за 135 бронирани машини, закупени като част от усилията на Словения да модернизира въоръжените си сили, след приемането си в НАТО през 2004 г.
На 20 юни 2014 г. Янша е арестуван и започва да излежава наказанието си в затвора преди разглеждане на делото на последна инстанция. На 12 декември 2014 г. той е условно освободен, а на 23 април 2015 г. Конституционният съд на последна инстанция го намира за невинен.

### Повторна политическа кариера
На изборите през юни 2018 г. Словенската демократическа партия на Янша става първа политическа сила, но партията е изолирана в опозиция от петпартийното правителство на Марян Шарец. В началото на 2020 г. се стига до криза и разпад в тази коалиция, след което на 13 март 2020 г. Янез Янша е избран за трети път за министър-председател Неговата партия управлява в коалиция с Партията на модерния център, партията „Нова Словения“ и Демократичната партия на пенсионерите на Словения.